# Miriam Meda González
Miriam Meda González (Fuenlabrada, 20 de febrero de 1986) es una periodista y locutora España. Es Coordinadora General y Presidenta de la Red de Medios Comunitarios (ReMC), y Vicepresidenta de la Unión de Radios Libres y Comunitarias de Madrid (URCM).

## Trayectoria
A los trece años ingresó en la Plataforma de Jóvenes y Estudiantes por la Solidaridad (PJES), de la que llegó a ser Presidenta tres años más tarde. Con 16 años comenzó a colaborar en el magacín matutino El fin de semana es nuestro, de Onda Fuenlabrada.
Estudió periodismo en la Universidad Rey Juan Carlos, donde fue coeditora del libro Políticas de comunicación en España y Latinoamérica. Medios convencionales, Tercer Sector Audiovisual y alfabetización digital. Fue redactora y columnista en el diario Extremadura actualidad (que posteriormente cerró), y también colaboró en el periódico Uno-Seis de Aranjuez.
Tras cancelarse su programa en Onda Fuenlabrada, se unió a la emisora comunitaria Radio Ritmo (Getafe), desde la que se unió posteriormente a la Unión de Radios Libres y Comunitarias de Madrid, y en la que participó en la creación de la Red de Medios Comunitarios.

## Obras
- Meda González, Miriam (2010). «La Ley UTECA y el Tercer Sector de la Comunicación: comparativa internacional de las fallas de la legislación española audiovisual y respuesta de la sociedad civil.». Trabajo Fin de Máster del Máster en Comunicación con fines sociales: estrategias y campañas de la Universidad de Valladolid. Archivado desde el original el 21 de septiembre de 2010.
- Meda González, Miriam (diciembre de 2012). «Del arte de cambiar todo para que todo siga igual: El Tercer Sector de la Comunicación y la Ley General Audiovisual en España.». Commons - Revista de Comunicación y Ciudadanía Digital. 1 (1). Archivado desde el original el 8 de junio de 2013. Consultado el 12 de julio de 2013.